# Stor skogsbäckmossa
Stor skogsbäckmossa (Hygrohypnum subeugyrium) är en bladmossart som beskrevs av Brotherus 1908. Enligt Catalogue of Life ingår Stor skogsbäckmossa i släktet bäckmossor och familjen Amblystegiaceae, men enligt Dyntaxa är tillhörigheten istället släktet bäckmossor och familjen Amblystegiaceae. Enligt den svenska rödlistan är arten sårbar i Sverige. Arten förekommer i Götaland och Svealand. Artens livsmiljö är våtmarker, sjöar och vattendrag, skogslandskap. Inga underarter finns listade i Catalogue of Life.